# 仙堂山古建筑群
仙堂山古建筑群，位于山西省长治市襄垣县城东北25公里仙堂山腰，是中华人民共和国山西省文物保护单位之一。
1996年1月12日，授予山西省文物保护单位，是一座古建筑及历史纪念建筑物。